# Colocharis
Colocharis is een geslacht van vliesvleugeligen uit de familie Eucharitidae. De wetenschappelijke naam van dit geslacht is voor het eerst geldig gepubliceerd in 2002 door Heraty.

## Soorten
Het geslacht Colocharis omvat de volgende soorten:
- Colocharis elongata Heraty, 2002
- Colocharis napoana Heraty, 2002